# باندهی
باندهی (به انگلیسی: Bandhi) یک شهر در پاکستان است که در ایالت سند واقع شده‌است. باندهی ۵ کیلومتر مربع مساحت و ۴۰٬۰۰۰ نفر جمعیت دارد.